# Кольцате
Кольцате (итал. Colzate) — коммуна в Италии, располагается в регионе Ломбардия, подчиняется административному центру Бергамо.
Население составляет 1620 человек, плотность населения составляет 270 чел./км². Занимает площадь 6 км². Почтовый индекс — 24020. Телефонный код — 035.
Покровителем коммуны почитается святой Маврикий, празднование 22 сентября.